# Adrone esotico

Un mesone regolare prodotto da un quark (q) e un antiquark con spin rispettivamente s_{2} e s_{1} e avente un completo momento angolare L.

Gli adroni esotici sono particelle subatomiche composte da quark e da gluoni, che non rientrano nello schema abituale degli adroni. Essendo vincolati all'interazione forte essi non sono previsti dal semplice modello a quark costituenti. Vale a dire, gli adroni esotici non hanno lo stesso contenuto di quark come gli adroni ordinari: I barioni esotici hanno più dei tre quark dei barioni ordinari, mentre i mesoni esotici non hanno un quark e un antiquark come i mesoni comuni. Gli adroni esotici possono essere trovati tramite la ricerca di particelle con numero quantici vietati agli adroni comuni. Sono stati visti segni sperimentali riguardo agli adroni esotici  ma rimangono un argomento controverso nella fisica delle particelle.

## Storia
Quando il modello a quark fu per la prima volta postulato da Murray Gell-Mann e altri negli anni '60, fu per organizzare in modo coerente le particelle scoperte fino ad allora. Allo stesso modo la cromodinamica quantistica (QCD, Quantum Chromodynamics) si sviluppò nel corso del decennio successivo. Tuttavia divenne evidente che non vi era alcuna ragione fondamentale per cui dovevano esistere solo le combinazioni di tre quark e quark-antiquark. Oltretutto sembrava che i gluoni, le particelle che veicolano la forza delle interazioni forti, dovevano anche formare stati legati da loro stessi (i glueball) e con i quark (adroni ibridi). Tuttavia, sono trascorsi alcuni decenni senza prove conclusive riguardanti gli adroni esotici.

## Candidati
Ci sono molti candidati adroni esotici:
- X(3872) - Scoperto dal rivelatore Belle al Kō Enerugī Kasokuki Kenkyū Kikō (KEK) in Giappone, questa particella è stata variamente ipotizzata come diquark o molecola mesonica.
- Y(3940) - Questa particella non riesce a inserirsi nello spettro dello charmonium previsto dai teorici.
- Y(4140) - Scoperto al Fermilab nel marzo del 2009 [2]
- Y(4260) - Scoperto dal rivelatore BaBar allo SLAC di Menlo Park, California, si è ipotizzato che questa particella sia costituita di un gluone legato a un quark e un antiquark.